# Aimée Sommerfelt
Aimée Sommerfelt född 1892, död 1975, var en norsk författare.
Hon är känd för att ha skrivit ett antal barnböcker, bland annat Veien til Agra (1959). Boken Lisbeth (1941) var en historisk ungdomsroman förlagd till kriget mellan Sverige och Norge 1807-1808 med ett kamouflerat underliggande tema kring ockupation och motstånd. Ung front från 1945 sägs ge en realistisk bild av ungdom i krigstid. Flera av hennes böcker från 1950-talet och 1960-talet tar upp ämnena diskriminerings-, u-lands- och solidaritetsproblematik, och på 1970-talet var hon tidigt ute med att skriva om invandrarnas problem.
Hennes böcker är översatta till flera språk. Särskilt Veien til Agra fick stor uppmärksamhet också utanför Norge. Hon fick också flera utländska priser.